# Manaus (povo)
Os manaus foram um grupo indígena que habitava a região do Rio Negro antes da descoberta do Brasil pelos europeus. Na língua nativa, seu nome significa mãe dos deuses, que deu origem ao nome atual do município de Manaus, capital do estado do Amazonas.
Seu líder notável foi Ajuricaba, símbolo da resistência indígena contra Portugal, que liderou batalhas sangrentas na Região Amazônica. Ele foi capturado pelos portugueses, e, durante a viagem para julgamento em Belém, mesmo acorrentado, atirou-se no Rio Amazonas, preferindo a morte à escravidão.

## História
Os manaus se destacaram na história por serem fortes repressores da invasão portuguesa em suas terras, levando assim a uma guerra que foi dificilmente vencida pelos portugueses. A nação indígena dos manaus, o mais importante grupo étnico habitante da região — reconhecido historicamente pela sua coragem e valentia — negava-se a servir de mão de obra escrava para os colonizadores portugueses, entrando em confronto com os habitantes da Forte de São José da Barra do Rio Negro. Através de casamentos com as filhas dos Tuxauas, os militares portugueses começaram a ligar-se aos manaus, buscando assim apaziguar os conflitos. Todavia, Ajuricaba, um dos líderes manaus, se opunha à colonização dos portugueses. Possuindo excepcional capacidade de liderança, Ajuricaba conseguiu congregar diversos povos locais, e assaltava aldeias sobre domínio português. Também organizou um sistema de vigilância  que dificultava o deslocamento dos portugueses pelos rios e lagos da região.
A Guerra dos Manaus, como ficaram conhecidos os confrontos, iam do baixo Rio Negro ao Rio Branco (Roraima). Sobre a captura de Ajuricaba (segundo Arthur Reis, homenageado com o nome da principal biblioteca pública de Manaus). Há contradições sobre se sua captura foi feita ou não brutalmente. A parte oficial guarda silêncio. Mas a lenda diz que houve choque violento. Os portugueses começavam a desanimar depois de quatro investidas frustradas, quando alguns soldados o cercaram, atacando Ajuricaba pela retaguarda e conseguindo vencê-los.
Ajuricaba, sendo levado para Belém, após várias provas acusatórias, antes de chegar à embocadura do Rio Negro, tentou libertar a si e aos companheiros. Revoltando-se, mesmo em grilhões, ameaçou seriamente a tropa de Paes do Amaral e Belchior. Dominado o levante indígena, depois de muito sangue derramado, para não se sujeitar às humilhações diante da vitória do inimigo, Ajuricaba lançou-se às águas do rio gigante que tanto amava, perecendo afogado, gerando satisfação aos conquistadores, já livres das preocupações de mantê-lo sob rigorosa vigilância até Belém, conforme confessou o governador Maia da Gama. Além de Ajuricaba, mais de dois mil indígenas foram enviados para Belém para serem vendidos como escravos. Ajuricaba teria ligações com os holandeses, segundo Ribeiro de Sampaio, o que foi negado por Joaquim Nabuco. Von Martius teria encontrado indígenas Ere-Manaó em 1819 no alto Rio Negro. Daí nunca mais foram avistados.
Após o desaparecimento dos manaus, acredita-se que os baniwas, que habitam o Rio Negro, de tronco linguístico Aruaque, sejam seus descendentes. Por conta de sua fama histórica de grandes guerreiros, os manaus foram homenageados dando o nome à cidade de Manaus.